# سالم قدارة
سالم قدارة ، (1939 - 2000) ، ممثل ليبي ، ولد في طرابلس ، ورغم أن أصله من مدينة زليتن إلا أنه قطن في العاصمة طوال حياته، عمل في إحدى شركات الكهرباء ، وقابله المخرج مصطفى العقاد ، وعرض عليه دور وحشي الحبشي في فيلم الرسالة، في عام 1976، وهو يعتبر العمل الوحيد الذي شارك فيه فنيا.

## دوره في الفيلم وموقف والدته
أثناء عمل الفنان سالم قدارة كفني كهرباء في إحدى الفنادق في العاصمة الليبية طرابلس والذي كان يجلس فيه مخرج فيلم الرسالة مصطفى العقاد شاهده وقام بعرض عليه تمثيل دور وحشي الحبشي قاتل عم الرسول حمزة بن عبد المطلب وأداء الدور ولكنه لم يصدق لأنه ليس ممثل ولكن العقاد أقنعه حتى وافق ، وبعد عرض الفيلم في السينما وبعض القنوات التلفزيونية، سارع بعرضه إلى والدته ، وبعد أن شاهدت والدته المشهد الشهير وهو يقتل حمزة قامت بضربه وطرده من المنزل وصرخت في ابنها قائلة : "أتقتل عم رسول الله ، لا سامحك الله .. أنت في النار"! ولم يتمكن من العودة إلى منزله حتى استعان بأصدقائه وجيرانه وشيوخ الدين ليقنعوها أن هذا مجرد فيلم تمثيلي وليس حقيقي.